# 해정
"해정"은 한국에서 제작된 박상호 감독의 1956년 영화이다. 김근자 등이 주연으로 출연하였고 정경화 등이 제작에 참여하였다.

## 출연

### 주연
- 김근자

## 기타
- 조명: 윤영선
- 녹음: 이경순